# 核糖核酸病毒

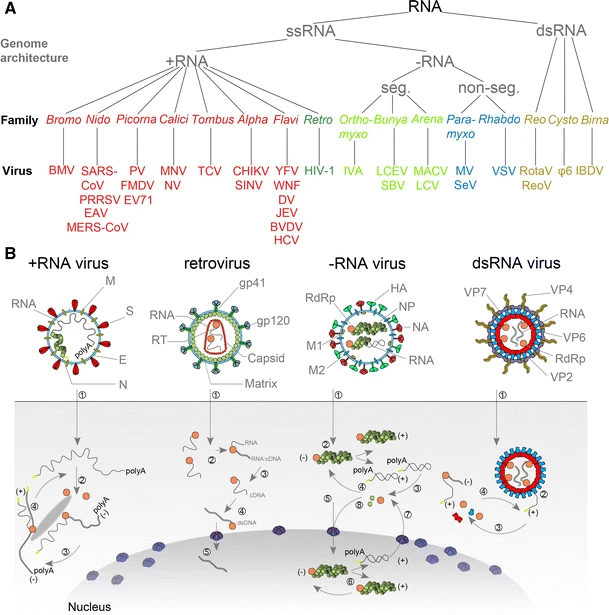
不同类型RNA病毒的分类和复制策略

核糖核酸病毒（英語：RNA virus），又稱RNA病毒，其遺傳物質為RNA，這些核糖核酸通常是單鏈RNA（ssRNA），但是也可能是雙鏈RNA（dsRNA）。
由RNA病毒感染造成的著名人類疾病包括愛滋病（AIDS）、埃博拉出血熱、嚴重急性呼吸道症候群（SARS）、2019冠状病毒病（COVID-19）、流行性感冒、丙型肝炎、西尼羅河熱、脊髓灰質炎、麻疹。相較於DNA病毒，RNA病毒具有較高的變異性，因為它們缺乏修正錯誤的DNA聚合酶機能。
国际病毒分类委员会（ICTV）按照巴尔的摩病毒分类系统的分类方法把RNA病毒定为包含其中第三组（Group III）、第四组（Group IV）、第五组（Group V）的那些病毒，同时不把生活史中出现了DNA的病毒算是RNA病毒。那些把RNA作为遗传物质，但是在复制过程中出现DNA的病毒被称为逆转录病毒：它们包含巴尔的摩分类系统里的第六组（Group VI）。感染人得艾滋病的著名逆转录病毒就有HIV-1和HIV-2。

## 特征

### 單鏈RNA病毒和RNA的差異
RNA病毒可以根据它们“RNA的义”进一步分为反义RNA病毒，正义RNA病毒或双义RNA病毒。正义RNA病毒的RNA和mRNA很相似，因此它们能直接在宿主细胞裡翻译。反义RNA病毒的RNA则和mRNA互补，所以它们必须被RNA聚合酶转换成正义RNA才能进行翻译。纯化过的正义RNA病毒的RNA，其感染能力没有完整的病毒颗粒强，但是它依然可以直接感染宿主细胞。相比之下，纯化过的反义RNA病毒的RNA则没有感染能力，因为它们需要被转录成正义RNA才能翻译；每一个病毒颗粒都能被转录成几个正义RNA链。双义RNA病毒与反义RNA病毒较为相似，但它们能从反义链及正义链两者翻译基因。

### 双链RNA病毒

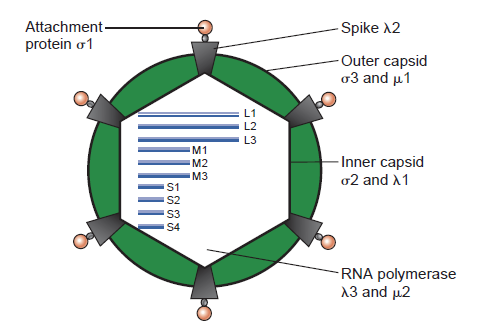
呼肠孤病毒病毒体(reovirus virion)的结构

双链RNA病毒的群体多样，它们寄生的宿主范围很广（人类，动物，植物，真菌，细菌）。这一类病毒包括造成儿童肠胃炎的轮状病毒和造成世界各地的人和动物腹泻，在他们的排泄物里发现的picobirnaviruse。小核糖核酸病毒最近也有报道在一些猪和蓝舌病毒（bluetongue virus），一种会影响牛羊的重要病原体上发现。近年来，在确定许多关键病毒蛋白和几种 dsRNA 病毒的病毒体衣壳的原子和亚纳米分辨率结构方面取得了进展，突出了许多这些病毒的结构和复制过程的显着相似之处。

### 遗传資訊传递过程
1. 在自身携带的RNA复制酶作用下，以反链RNA为模板复制出正链RNA。
2. 正链RNA一部分作为mRNA，翻译出病毒蛋白质；另一部分作为模板复制出反链RNA，并组成子代±RNA。[註 1]
3. ±RNA与蛋白质组装成为子代病毒。

## 单链RNA病毒

### 正鏈核糖核酸病毒
（病毒体本身不携带RNA複製酶）

### 负鏈核糖核酸病毒
负链RNA病毒包括感染人类的埃博拉病毒、狂犬病病毒、甲型流感病毒和裂谷热病毒，以及感染植物的病毒，如正番茄斑萎病毒属、纤细病毒属和弹状病毒等。（病毒体本身携带RNA複製酶）

#### 遗传信息传递过程
1. 利用本身所携带的RNA复制酶（RdRp），以亲代负链RNA为模板，制造出互补正链RNA，形成双链形式的复制型中间体。
2. 接着此双链可以解链，互补的正链RNA具mRNA的功能，翻译出衣壳蛋白及其他酶。
3. 互补的正链RNA又可作为模板，在RdRp作用下，生成大量新的子代负链RNA，达到复制的目的。
4. 负链RNA与衣壳蛋白组装成为子代病毒。

## 分类

### 雙鏈核糖核酸病毒
The dsRNA Viruses
- 混合病毒科(Amalgaviridae)
- 雙核糖核酸病毒科（Birnaviridae）
- 金色病毒科（Chrysoviridae）
  - 金色病毒屬（Chrysovirus）
- 囊狀噬菌體科（Cystoviridae）
- 内源核糖核酸病毒科（Endornaviridae）
- 巨大双分核糖核酸病毒科（Megabirnaviridae）
- 分體病毒科（Partitiviridae）:双分病毒科
- 小双节病毒科(Picobirnaviridae)
- Quadriviridae
- 呼腸孤病毒科（Reoviridae）
  - 光滑呼腸孤病毒亚科（Sedoreovirinae）
    - 轮状病毒属（Rotavirus）

  - 刺突呼腸孤病毒亚科（Spinareovirinae）
- 整體病毒科（Totiviridae）:全病毒科

### 正鏈核糖核酸病毒
網巢病毒目（Nidovirales）：成套（套式）病毒目
- 动脉炎病毒科（Arteriviridae）
- 冠狀病毒科（Coronaviridae）
- 海洋病毒科（Mesoniviridae）
- 桿狀套病毒科（Roniviridae）

小核糖核酸目（Picornavirales）
- 二順反子病毒科（Dicistroviridae）
- 传染性软化病毒科（Iflaviridae）
- 海洋RNA病毒科（Marnaviridae）
- 微小核糖核酸病毒科（Picornaviridae）：小核糖核酸病毒科
- 伴生豇豆病毒科(Secoviridae)
  - 豇豆鑲嵌病毒亚科（Comoviridae）
- Bacillarnavirus
- Labyrnavirus

芜菁黄花叶病毒目(Tymovirales)
- 甲型线形病毒科（Alphaflexiviridae）
- 乙型线形病毒科(Betaflexiviridae)
- 丙型线形病毒科(Gammaflexiviridae)
- 蕪菁發黃鑲嵌病毒科（Tymoviridae）

（以下未设目）
- Alphatetraviridae
- Alvernaviridae
- 星狀病毒科（Astroviridae）
- 桿菌狀核糖核酸病毒科（Barnaviridae）
- 甜菜壞死黃脈病毒科Benyviridae
  - 甜菜壞死黃脈病毒屬（Benyvirus）-代表種：甜菜壞死葉脈變黃病毒（Beet necrotic yellow vein virus）
- 雀麥花葉病毒科（Bromoviridae）
- 杯狀病毒科（Caliciviridae）：嵌杯病毒科
- Carmotetraviridae
- 修道院病毒科（Closteroviridae）
- 黃病毒科（Flaviviridae）
- 肝炎病毒科（Hepeviridae）
- 低毒性病毒科（Hypoviridae）：
  - 低毒性病毒属（Hypovirus)
- 光滑病毒科（Leviviridae）：光滑噬菌體科
- 黃症病毒科（Luteoviridae）
- 裸露核糖核酸病毒(Narnaviridae)
- 野田病毒科('Nodaviridae')
- Permutotetraviridae
- 馬鈴薯Y病毒科（Potyviridae）
- 披衣病毒科（Togaviridae）
- 番茄叢矮病毒科（Tombusviridae）
- 帚状病毒科(Virgaviridae): 植物杆状病毒科
  - 菸草鑲嵌病毒屬（Tobamovirus）-代表種：菸草鑲嵌病毒（Tobacco mosaic virus）
  - 菸草脆裂病毒屬（Tobravirus）-代表種：菸草脆裂病毒（Tobacco rattle virus）
  - 大麥病毒屬（Hordeivirus）大麥蛋白病毒屬-代表種：大麥條紋鑲嵌病毒（Barley stripe mosaic virus）
  - 真菌傳桿狀病毒屬（Furovirus）-代表種：土傳小麥鑲嵌病毒（Soil-borne wheat mosaic virus）
  - 花生叢簇病毒屬（Pecluvirus）-代表種：花生矮叢矮病毒（Peanut clump virus）**馬鈴薯病毒屬（Pomovirus）馬鈴薯拖把（帚）狀頂部病毒屬-代表種：馬鈴薯拖把狀頂部病毒（Potato mop-top virus）

（以下未設科）
- Cilevirus
- Higrevirus
- 懸鈎子病毒屬（Idaeovirus）-代表種：覆盆子叢矮病毒（Raspberry bushy dwarf virus）（木莓；紅刺莓）
- 欧尔密病毒属(Ourmiavirus)
- 一品红潜隐病毒属(Polemovirus)
- 南方菜豆花葉病毒屬（Sobemovirus）-代表種：南方豆鑲嵌病毒（Southern bean mosaic virus）

### 反鏈核糖核酸病毒
The negative-sense ssRNA Viruses
單股反鏈病毒目（Mononegavirales）
- 玻那病毒科（Bornaviridae）博爾納病毒科
  - 玻納病毒屬（Bornavirus）
    - 玻納疾病病毒（Borna disease virus）
- 纖維病毒科（Filoviridae）
  - Cuevavirus
  - 伊波拉病毒屬（Ebolavirus）埃波拉病毒屬
    - 薩伊伊波拉病毒(Zaire ebolavirus):伊波拉病毒

  - 馬爾堡病毒屬（Marburgvirus）
    - 維多利亞湖馬爾堡病毒（Lake Victoria marburgvirus）
- Nyamiviridae
- 副黏液病毒科(Paramyxoviridae):麻疹病毒
  - 副黏液病毒亞科（Paramyxovirinae）
  - 肺炎病毒亞科（Pneumovirinae）肺病毒亞科
- 炮彈病毒科（Rhabdoviridae）杖竿狀病毒科

（以下未设目）
- 沙狀病毒科（Arenaviridae）砂粒狀病毒科
- 本雅病毒科（Bunyaviridae）布尼亞病毒科；崩芽病毒科
- 蛇形病毒科(Ophioviridae)
- 正黏液病毒科（Orthomyxoviridae）

（以下未設科）
- Deltavirus
- Emaravirus
- Tenuivirus
- 葉脈曲張病毒屬（Varicosavirus）

## 备注
1. ↑  子代±DNA双链均为新合成，为全保留复制方式。

## 外部連结
- ICTV Master Species List 2014 v4 （页面存档备份，存于）

- 醫學主題詞表（MeSH）：RNA Viruses
- Animal viruses （页面存档备份，存于）